# 默德拉斯鄉
46°50′00″N 21°41′00″E / 46.8333°N 21.6833°E
默德拉斯鄉（羅馬尼亞語：Comuna Mădăras, Bihor），是羅馬尼亞的鄉份，位於該國西北部，由比霍爾縣負責管轄，面積94平方公里，海拔高度93米，2007年人口2,829，人口密度每平方公里30人。